# Alexander Michael von Strussenfelt
Alexander Michael von Strussenfelt, född 16 oktober 1716 i Stockholm, död 28 mars 1797 på Rössjöholm i Skåne, var en svensk fortifikationsofficer, adlad 1751.

## Biografi
Strussenfelt ingick 1733 som volontär vid Fortifikationen och deltog från 1741 som konduktör i finska kriget. År 1743 blev han löjtnant vid bohuslänska arméns fortifikationsfältstat samt uppgjorde kartor över norska gränsen och ledde därefter Varbergs fästnings iståndsättande. År 1744 utarbetade han en karta över Skåne. År 1745 gick han i fransk tjänst samt bevistade belägringarna av bland annat Oudenaarde, Ostende, Gent, Antwerpen, Mons och Namur samt bataljen vid Liège och åtskilliga mindre träffningar. Under Charlerois belägring blev han sårad.
Strussenfelt befordrades 1747 till kapten vid Fortifikationen och sändes samma år till Finland för att biträda vid planerandet av de nya fästningsverken i Helsingfors och Lovisa. Åren 1748–59 förestod han som fortifikationsbefälhavare det nya fästningsarbetet i Landskrona, och med anledning därav utsändes han, som 1750 blivit major, till Holland och Flandern för att bland annat studera viktigare sjöfästningar. Han utnämndes 1755 till generalkvartermästarlöjtnant och 1760 till överste och kommendant i Landskrona, men återgick inom kort till fortifikationsbefälhavaruppdraget, och 1704 fick han "översteupprättelsefullmakt". År 1769 blev han generalkvartermästare och direktör för Fortifikationen, och samma år utarbetade han en förenklad dessein till Landskrona citadells fullbordande. År 1770 bestämdes, att han skulle ha inseende över de svenska fästningsbyggnaderna, särskilt dem i Landskrona, men Augustin Ehrensvärd skulle ha hand om de finländska, vid vilka dock ingen ändring fick företas, utan att Strussenfelts yttrande dessförinnan inhämtats. År 1772 blev han generalmajor och fick befälet även över de finländska fästningsbyggnaderna, men erhöll redan samma år avsked från chefskapet, dock med bibehållande av tillsynen över fästningsbyggnaderna i Skåne, särskilt Landskrona.
Strussenfelt skrev flera avhandlingar, bland annat Om fästningars nytta och bruk samt byggnadssätt (1779, i Vetenskapsakademiens Handlingar). Han blev ledamot av Vetenskapsakademien 1766, då han funnit på ett sätt att förbättra murningskonsten.